# Jungeiros
Jungeiros é uma aldeia da freguesia de São João de Negrilhos, Município de Aljustrel, Distrito de Beja, Baixo Alentejo, Portugal.
Tem igreja, escola primária, sociedade recreativa, um grupo folclórico - Verdes Campos - , campo de futebol, dois cafés e dois minimercados. População: 366 pessoas. Actividade principal: agricultura. Faz parte do Perímetro de Rega da Barragem do Roxo - a ribeira do Roxo, afluente do Rio Sado, passa a Sul da aldeia, a cerca de 1 km.
A auto-estrada A2, Lisboa-Algarve, passa a poente de Jungeiros e existe um acesso próximo (a cerca de 6 km) na saída para Aljustrel.

## Património
No património natural e histórico, destacam-se:
- Ermida de Santa Margarida (junto ao Monte Branco do Roxo, a cerca de 7 km Oeste);
- Marco da Ordem dos Cavaleiros de Santiago de Espada (Monte de S. João);
- Telheiro do séc.XVIII/XIX (Monte do Farrobo, a 7 km SO);
- Barragem do Monte da Barragem/Misericórdia
- Vale da Ribeira do Roxo.
- vestígios arqueológicos do período pré-histórico e romano (Montes do Cerro Calvo, Granja, Horta do Rosário, S. João e Monte da Caniceira);